# Walikota Surabaya Cup
Der Walikota Surabaya Cup ist eine offene indonesische internationale Meisterschaft im Badminton. Austragungen sind seit 2010 dokumentiert.

## Die Sieger
| Jahr      | Herreneinzel            | Dameneinzel               | Herrendoppel                               | Damendoppel                                    | Mixed                                          |
| --------- | ----------------------- | ------------------------- | ------------------------------------------ | ---------------------------------------------- | ---------------------------------------------- |
| 2010      | Adnan Fauzi             | Hera Desi Ana Rachmawati  | Rendra Wijaya Tri Kusuma Wardana           | Masami Yoshimura Yuka Hayashi                  | Tri Kusuma Wardana Nadya Melati                |
| 2011      | Andreas Adityawarman    | Rosaria Yusfin Pungkasari | Rian Sukmawan Yonathan Suryatama Dasuki    | Devi Tika Permatasari Natalia Poluakan         | Andhika Anhar Keshya Nurvita Hanadia           |
| 2012      | Adnan Fauzi             | Ganis Nur Rahmadani       | Rendra Wijaya Rian Sukmawan                | Melati Daeva Oktavianti Rosyita Eka Putri Sari | Andhika Anhar Keshya Nurvita Hanadia           |
| 2013      | Adi Pratama             | Ganis Nur Rahmadani       | Ade Yusuf Wahyu Nayaka                     | Melati Daeva Oktavianti Rosyita Eka Putri Sari | Tri Kusharyanto Nadya Melati                   |
| 2014      | Febriyan Irvannaldy     | Aya Ohori                 | Afiat Yuris Wirawan Yohanes Rendy Sugiarto | Dian Fitriani Nadya Melati                     | Ardiansyah Putra Devi Tika Permatasari         |
| 2015      | Sony Dwi Kuncoro        | Hera Desi Ana Rachmawati  | Franky Wijaya Putra Sabar Karyaman Gutama  | Shiho Tanaka Koharu Yonemoto                   | Didit Juang Indrianto Koharu Yonemoto          |
| 2016      | Goh Giap Chin           | Moe Araki                 | Fajar Alfian Muhammad Rian Ardianto        | Apriyani Rahayu Jauza Fadhila Sugiarto         | Agripina Prima Rahmanto Apriyani Rahayu        |
| 2017      | Shesar Hiren Rhustavito | Kisona Selvaduray         | Wahyu Nayaka Ade Yusuf                     | Soong Fie Cho Tee Jing Yi                      | Ou Xuanyi Liu Lin                              |
| 2018      | M. Bayu Pangisthu       | Hirari Mizui              | Ade Bagus Sapta Ramadhany Hendra Gustiawan | Dian Fitriani Nadya Melati                     | Agripina Prima Rahmanto Tiara Rosalia Nuraidah |
| 2019 2024 | nicht ausgetragen       | nicht ausgetragen         | nicht ausgetragen                          | nicht ausgetragen                              | nicht ausgetragen                              |